# Batalha de Arçufe
A batalha de Arçufe (Arsuf) foi um confronto militar travado durante a Terceira Cruzada quando Ricardo I da Inglaterra (o "Coração de Leão") derrotou as forças do sultão aiúbida Saladino (r. 1174–1193). Foi travada fora de Arçufe, na Palestina, no lugar em que Ricardo foi atacado por Saladino ao marchar de Acre para Jafa. Após uma série de ataques de assédio contra as forças de Saladino, a batalha foi travada na manhã de 7 de setembro de 1191. O exército de Ricardo resistiu aos ataques das forças muçulmanas até que os cavaleiros hospitalários conseguiram romper as linhas inimigas e atacar. Ricardo então ordenou ofensiva generalizada. Reagrupou seu exército após o sucesso inicial e conseguiu a vitória. A batalha possibilitou a retomada cristã da área costeira da Palestina central, incluindo o porto de Jafa.
O Itinerário do Rei Ricardo implica que o exército aiúbida superou os cruzados numa proporção de três para um. No entanto, números não realistas, de 300 000 e 100 000 respectivamente, são descritos. Estimativas modernas do exército de Saladino pontuam 25 000 soldados, quase todos de cavalaria (arqueiros montados, cavalaria leve e uma minoria de cavalaria pesada). Com base no número de soldados que os três reis levaram à Terra Santa, bem como aquilo que o Reino de Jerusalém podia reunir, McLynn calculou que as forças cruzadas totalizavam 20 000; Adrian Boas discordou da estimativa e estipulou 10 000 homens ou pouco mais, enquanto o Atlas Ilustrado da Guerra da Cambrígia lista os cruzando como possuindo 10 000 infantes (incluindo lanceiros e besteiros) e 1 200 cavaleiros, com o exército muçulmano possuindo duas vezes mais tropas, sobretudo cavalaria.

## Antecedentes

### Sul de Acre
Após a captura de Acre em 1191, o rei Ricardo I (r. 1189–1199) estava ciente da necessidade de capturar o porto de Jafa antes de fazer uma investida contra Jerusalém e marchou da costa de Acre a Jafa em agosto. O sultão Saladino (r. 1174–1193), cujo principal objetivo era impedir a retomada de Jerusalém, mobilizou o exército para tentar parar o avanço cristão. Ricardo ajeitou o avanço com cautela. Grande parte da frota egípcia foi capturada com a queda de Acre, e sem ameaças desse setor poderia marchar ao sul junto a costa com o mar sempre protegendo o flanco direito. Ciente das lições do desastre em Hatim, Ricardo sabia que a maior necessidade de seu exército era água e que a exaustão por calor era o maior perigo. Apesar de pressionado pelo tempo, avançou em passo relativamente vagaroso: marchou apenas de manhã antes do calor do dia, fazendo frequentes pausas junto às fontes d'água, e a frota velejou costa abaixo como fonte de suprimentos e refúgio aos feridos.
Consciente do perigo sempre presente de invasores inimigos e da possibilidade de ataques de atropelamento e fuga, manteve sua coluna em formação estreita com 12 regimentos montados, cada qual com 100 cavaleiros. A infantaria marchou por terra, cobrindo os flancos da cavalaria e lhe oferecendo alguma proteção contra projéteis. As fileiras mais externas da infantaria eram formadas de besteiros. No mar, estavam as bagagens e unidades de infantes sendo descansadas do contínuo assédio infligido pelas forças de Saladino. Ricardo sabiamente mudou as unidades de infantaria para mantê-las relativamente descansadas. Embora provocado e atormentado pelas táticas de escaramuça dos arqueiros de Saladino, o seu generalato assegurou que a ordem e a disciplina fossem mantidas sob as mais difíceis condições. Boadino, cronista muçulmano e testemunha ocular, descreve a marcha:
| “ | Os muçulmanos atiravam flechas contra eles de todos os lados para aborrecê-los e obrigá-los a atacar: mas nisso não tiveram êxito. Esses homens exerceram maravilhoso autocontrole; seguiram seu caminho sem pressa, enquanto seus navios seguiam sua linha de marcha ao longo da costa, e dessa maneira alcançaram seu lugar de parada. | ” |

Boadino também descreveu a diferença em poder entre a besta cruzada e os arcos de seu exército. Viu soldados latinos com de uma a dez flechas saindo de suas costas blindadas marchando sem qualquer ferida aparente, enquanto bestas derrubaram o cavalo e o cavaleiro entre os muçulmanos.

### Estratégia de Saladino

Levante em 1190

O ritmo do exército cruzado foi ditado pelos infantes e trem de bagagem; o exército aiúbida, sobretudo formado por cavaleiros, tinha mobilidade superior. Esforços para incendiar colheitas e privar o campo ao exército latino eram muito ineficientes, uma vez que podia ser continuamente provisionado pela frota, que se moveu ao sul em paralelo. Em 25 de agosto, a retaguarda dos cruzados estava atravessando um desfiladeiro quando quase foi interrompida, mas os cruzados se fecharam tão rápido que os muçulmanos foram forçados a fugir. De 26 a 29 de agosto, o exército latino teve uma pausa no ataque, pois apesar de estreitar a costa e ir ao redor do ombro do Monte Carmelo, o exército muçulmano atravessou o país. Saladino chegou perto de Cesareia antes dos cruzados, que estavam numa estrada mais longa. De 30 de agosto a 7 de setembro, Saladino atacou à distância, esperando a oportunidade para atacar se os cruzados se expusessem.
No início de setembro, Saladino percebeu que assediar o exército com uma porção limitada de suas tropas não iria impedir seu avanço. De modo a fazer isso, precisava usar seu exército inteiro num ataque sério. Fortuitamente para Saladino, os cruzados tinham que atravessar uma das poucas regiões florestais da Palestina, o "Bosque de Arçufe", que se estendia paralelo à costa por mais de 19 quilômetros. A floresta iria mascarar a disposição do exército e permitir um ataque súbito. Os cruzados passaram metade da floresta com poucos incidentes e descansaram em 6 de setembro no seu campo protegido pelo pântano situado na foz do rio Naral Falique (Nahr al-Falik). Ao sul do campo, nos 9,7 quilômetros que os cruzados precisavam marchar antes de ganhar as ruínas de Arçufe, a floresta recuou para o interior para criar uma planície estreita de 1,6 a 3,2 quilômetros de largura entre colinas arborizadas e o mar. Era ali que Saladino pretendia fazer seu ataque decisivo. Enquanto ameaçava e escaramuçava ao longo de toda a extensão da coluna cruzada, Saladino reservou seu assalto direto mais sustentado para sua retaguarda. O plano parece ter sido o de permitir que o trem de bagagem e o centro prosseguissem, na esperança de que uma lacuna fatal pudesse ser criada entre eles e as unidades mais recônditas mais pesadas. Em tal brecha, Saladino jogaria suas reservas para derrotar os cruzados em detalhes.

## Batalha

### Estimativas do tamanho dos exércitos

Marcha das tropas cruzado-muçulmanas na Terceira Cruzada

O Itinerário do Rei Ricardo implica que o exército aiúbida superou os cruzados numa proporção de três para um. No entanto, números não realistas, de 300 000 e 100 000 respectivamente, são descritos. Estimativas modernas do exército de Saladino pontuam 25 000 soldados, quase todos de cavalaria (arqueiros montados, cavalaria leve e uma minoria de cavalaria pesada). Com base no número de soldados que os três reis (Ricardo I, Frederico I e Filipe II) levaram à Terra Santa, bem como aquilo que o Reino de Jerusalém do rei Guido I podia reunir, McLynn calculou que as forças cruzadas em Arçufe totalizavam 20 000: 9 000 ingleses e normandos de Ricardo, 7 000 franceses deixados por Filipe II, 2 000 do Ultramar e mais 2 000 soldados das demais fontes (dinamarqueses, frísios, genoveses, pisanos, turcópolos). Boas nota que o cálculo não leva em conta perdas em batalhas anteriores ou deserções e que o exército cruzado devia ter 10 000 homens ou pouco mais. O Atlas Ilustrado da Guerra da Cambrígia apresenta o exército de Ricardo com 10 000 infantes (incluindo lanceiros e besteiros) e 1 200 cavaleiros, com o exército muçulmano possuindo duas vezes mais tropas, sobretudo cavaleiros.

### Organização e disposição das tropas
Na madrugada de 7 de setembro, como as forças de Ricardo começaram a sair do campo, batedores inimigos eram visíveis em todas as direções, insinuando que todo o exército muçulmano estava escondido na floresta. O rei tomou especial cuidado com a disposição de seu exército. Os prováveis pontos de maior perigo, na frente e especialmente na parte de trás da coluna, foram entregues às ordens militares; tinham a maior experiência de luta no Oriente, eram indiscutivelmente mais disciplinados e as únicas formações que tinham a cavalaria turcópola que lutava como os arqueiros a cavalo turcos do exército aiúbida. A vanguarda do exército possuía Cavaleiros Templários sob Roberto IV. Foram seguidos por três unidades compostas pelos súditos de Ricardo, os angevinos e bretões, depois os petuvinos, incluindo Guido I, e por último ingleses e normandos responsáveis por seu trem.
Os sete corpos seguintes eram formados pelos franceses, os frísios, os barões do Ultramar e pequenos contingentes de cruzados de outras terras. Formando a retaguarda estavam os Cavaleiros Hospitalários liderados por Guarnério de Nablus. Os doze corpos foram organizados em cinco formações maiores, embora sua distribuição precisa seja desconhecida. Além disso, uma pequena tropa, sob a liderança de Henrique II, foi destacada para explorar as colinas, e um esquadrão de cavaleiros escolhidos sob o comando de Ricardo e Hugo III, o líder do contingente francês, foi destacado para subir e descer a coluna verificando os movimentos inimigos e assegurando que suas próprias fileiras fossem mantidas em ordem.
O primeiro ataque muçulmano só chegou quando todos os cruzados deixaram o acampamento e se aproximaram de Arçufe. O exército exército irrompeu da floresta. A frente do exército era composta de enxames densos de escaramuçadores, tanto a cavalo quanto a pé, beduínos, arqueiros sudaneses e os tipos mais leves de arqueiros a cavalo turcos. Por trás deles estavam os esquadrões ordenados de cavalaria pesada blindada: mamelucos de Saladino (também chamados de gulans), tropas curdas e os contingentes dos emires e príncipes do Egito, Síria e Mesopotâmia. O exército foi dividido em três partes, esquerda e direita e centro. Saladino dirigiu seu exército de baixo de seus estandartes, cercado por seus guarda-costas e acompanhado por seus bateristas.

### Ataque de Saladino

1ª fase

2ª fase

3ª fase

Numa tentativa de destruir a coesão do exército cruzado e desestabilizar sua determinação, o assalto aiúbida foi seguido pelo estrépito de címbalos e gongos, trombetas soando e homens gritando gritos de guerra.
| “ | Na verdade, nosso povo, tão pequeno em número, era cercado pelas multidões dos sarracenos, que não tinham meios de escapar, se tentassem; tampouco pareciam possuir valor suficiente para resistir a tantos inimigos, ou melhor, estavam fechados, como um rebanho de ovelhas nas mandíbulas de lobos, com nada além do céu acima, e o inimigo ao redor deles. | ” |

Os repetidos ataques aiúbidas com grilhões seguiram o mesmo padrão: beduínos e núbios a pé lançaram flechas e dardos nas linhas inimigas, antes de se separarem para permitir que os arqueiros montados avançassem, atacassem e se afastassem, uma técnica bem praticada. Besteiros cruzados responderam, quando era possível, embora a tarefa principal dos latinos fosse simplesmente preservar as fileiras em face de uma provocação contínua. Quando os incessantes ataques dos escaramuçadores não tiveram o efeito desejado, o peso do ataque foi transferido à retaguarda da coluna dos cruzados, com os Hospitalários sendo pressionados.
Aqui a ala direita do exército aiúbida fez um ataque desesperado contra o esquadrão de cavaleiros hospitaleiros e o corpo de infantaria que os cobria. Os hospitalários podiam ser atacados tanto pela retaguarda como pelo flanco. Boa parte da infantaria hospitalar teve que andar para trás, a fim de manter seus rostos e escudos para o inimigo. Saladino, ansioso por incitar os soldados a um combate mais próximo, entrou pessoalmente na briga, acompanhado por dois pajens que levavam cavalos de reserva. Ceifadim (Safadino), irmão de Saladino, também estava empenhado em encorajar ativamente as tropas; ambos os irmãos estavam, portanto, expondo-se a um perigo considerável de fogo de besta.

### Hospitalários rompem as fileiras
Todos os melhores esforços de Saladino não puderam deslocar a coluna cruzada ou deter o avanço para Arçufe. Ricardo estava firme a manter seu exército unido, forçando o inimigo a se exaurir em repetidos ataques, com a intenção de segurar seus cavaleiros para um contra-ataque concentrado no momento exato. Havia riscos nisso, pois o exército não estava apenas marchando sob severo ataque do inimigo, mas as tropas estavam sofrendo de calor e sede. Tão sério quanto, os sarracenos estavam matando tantos cavalos que alguns cavaleiros de Ricardo se perguntaram se um contra-ataque seria possível e muitos dos sem cavalos foram à infantaria.

4ª fase

5ª fase

6ª fase

Assim que a vanguarda entrou em Arçufe no meio da tarde, besteiros hospitaleiros que estavam na retaguarda precisavam carregar e atirar de costas. Inevitavelmente, perderam a coesão, e o inimigo aproveitou rapidamente a oportunidade, movendo-se para qualquer buraco que manejasse suas espadas e maças. Para os cruzados, a Batalha de Arçufe entrou num estágio crítico. Guarnério implorou repetidamente a Ricardo permissão para atacar, mas o rei negou o pedido e ordenou ao mestre que mantivesse a posição e esperasse o sinal para um assalto geral: seis explosões claras de trombeta. Ricardo sabia que o ataque dos cavaleiros precisava esperar até que o exército aiúbida estivesse totalmente comprometido, intimamente ocupado e os cavalos dos sarracenos começassem a se cansar. Estimulado além da resistência, o mestre e outro cavaleiro, Balduíno de Carron, abriram caminho através de sua infantaria e investiram contra as fileiras dos sarracenos com um grito de "São Jorge!"; foram então seguidos pelos demais hospitaleiros. Movidos pelo exemplo, os cavaleiros franceses do corpo imediatamente anterior aos Hospitalários também atacaram.

### Contra-ataque cruzado
A ação precipitada dos Hospitalários poderia ter revelado toda a estratégia. No entanto, Ricardo reconheceu que o contra-ataque, uma vez iniciado, precisava de apoio de todo o seu exército e ordenou que o sinal ao ataque geral fosse soado. Sem apoio, os Hospitalários e as outras unidades de retaguarda envolvidas na fuga inicial teriam sido subjugados pelo número superior do inimigo. A infantaria latina abriu brechas em suas fileiras para os cavaleiros passarem e o ataque desenvolveu-se naturalmente no escalão da retaguarda à vanguarda. Para os soldados do exército de Saladino, como observou Boadino, a súbita mudança de passividade para atividade feroz por parte dos cruzados foi desconcertante, e parecia ser o resultado de um plano preconcebido.
Tendo já se envolvido em combate próximo com a retaguarda da coluna cruzada, a ala direita do exército aiúbida estava em formação compacta e muito perto de seu inimigo para evitar o impacto total do ataque. De fato, parte da cavalaria da ala havia desmontado para disparar seus arcos com mais eficácia. Como resultado, sofreram um grande número de baixas, com os cavaleiros se vingando por tudo o que tiveram que suportar no início da batalha. Boadino observou que "a derrota estava completa". Estava na divisão central do exército de Saladino, quando se virou em fuga, olhou à ala esquerda, mas descobriu que também estava em fuga. Observando a desintegração da ala direita, finalmente procurou as fileiras pessoais de Saladino, mas encontrou apenas dezessete membros dos guarda-costas e um único baterista ainda com eles.

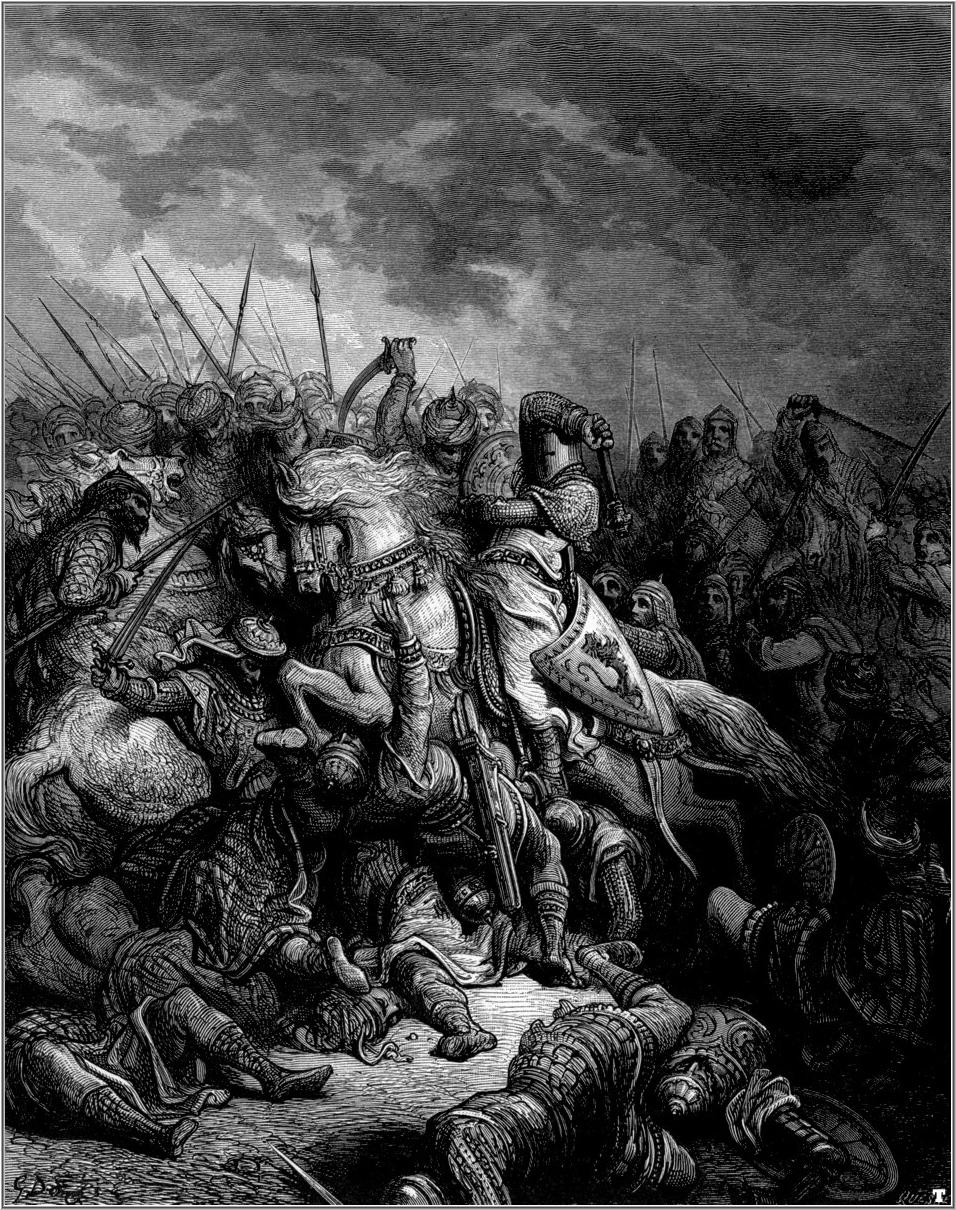
Ricardo e Saladino na Batalha de Arçufe, por Gustave Doré

Consciente de que uma perseguição exagerada era o maior perigo quando os exércitos de combate treinavam nas táticas fluidas dos turcos, Ricardo interrompeu a investida depois que cerca de 1,6 quilômetros foram cobertos. As unidades cruzadas do flanco direito, que haviam formado a vanguarda da coluna, incluindo ingleses e normandos, ainda não haviam participado intensamente de combate corpo a corpo, e formaram uma reserva na qual o restante se reagrupou. Livres da pressão de serem ativamente perseguidos, muitas das tropas aiúbidas se voltaram para derrubar os cavaleiros que haviam sido imprudentemente atraídos para o resto. Tiago I, comandante de uma das unidades franco-flamengas, foi o mais proeminente dos mortos neste episódio. Entre os líderes aiúbidas que se reuniram rapidamente e voltaram à luta estava Almuzafar Omar, sobrinho de Saladino. Ele liderou 700 homens da guarda pessoal do sultão contra o flanco esquerdo de Ricardo. Uma vez que seus esquadrões estavam de volta em ordem, Ricardo liderou seus cavaleiros em um segundo ataque e as forças de Saladino quebraram mais uma vez.
Liderando pelo exemplo, Ricardo estava no coração dos combates, como o Itinerário descreve:
| “ | Lá o rei, o feroz, o rei extraordinário, derrubou os turcos em todas as direções, e ninguém conseguiu escapar da força de seu braço, pois onde quer que ele se virasse, brandindo sua espada, esculpiu um grande caminho para si mesmo: e como avançou e deu repetidos golpes com sua espada, cortando-os como um ceifador com sua foice, o resto, advertido pela visão dos moribundos, deu-lhe um espaço mais amplo, pois os cadáveres dos turcos mortos que jaziam no rosto terra se estendia por mais de meio quilômetro. | ” |

Atento ao perigo apresentado a suas fileiras dispersas, Ricardo deteve e reagrupou suas forças mais uma vez depois de mais uma perseguição. A cavalaria aiúbida se virou mais uma vez, mostrando que ainda tinham fôlego para renovar a luta. Mas, um terceiro e último ataque fez com que se dispersassem na floresta, onde se dispersaram pelas colinas em todas as direções, sem mostrar inclinação para continuar o conflito. Ricardo levou sua cavalaria de volta a Arçufe, onde a infantaria acampou. Durante a noite, os mortos sarracenos foram saqueados.

## Rescaldo

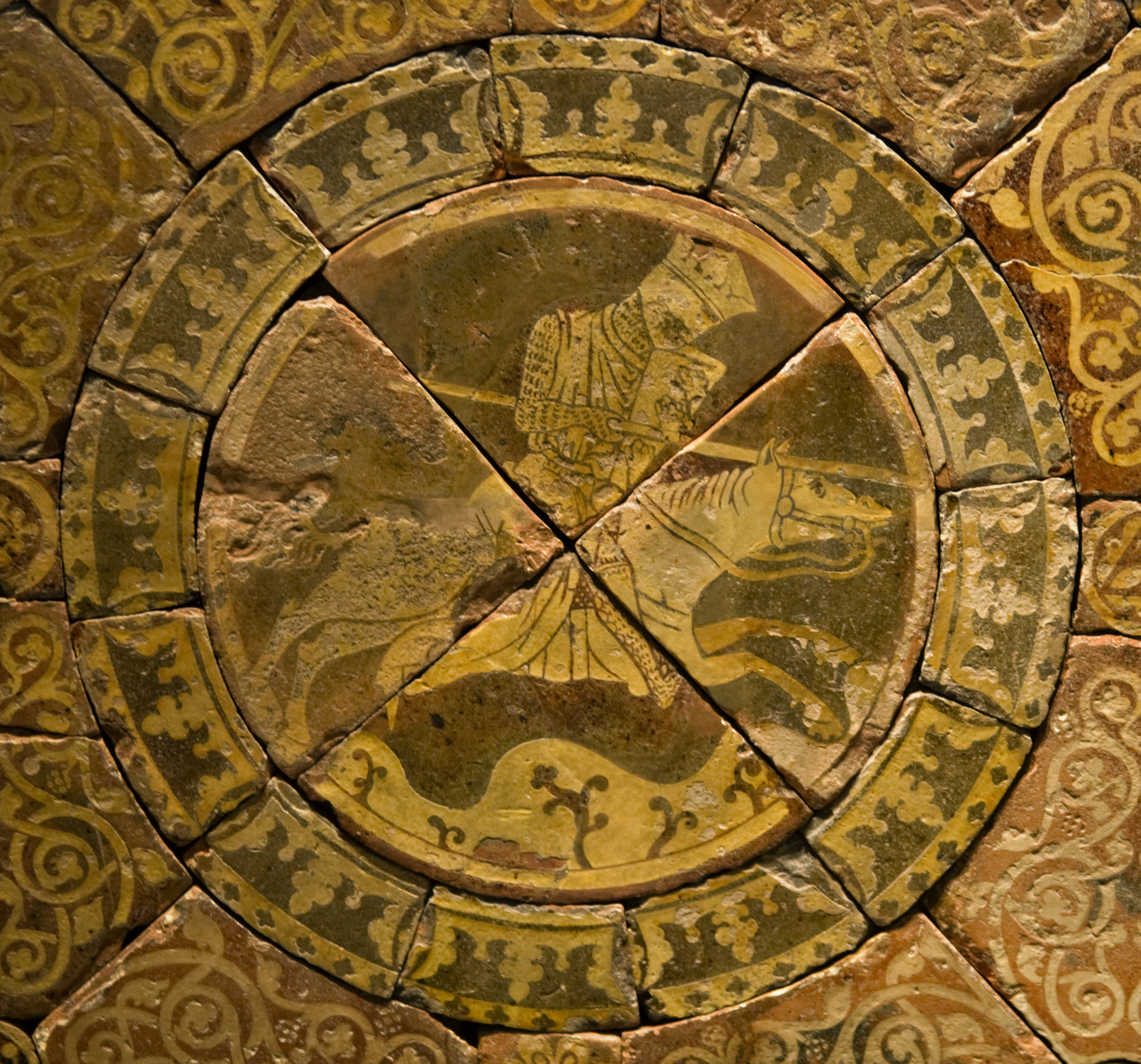
Ricardo atacando com um lança. Ladrilho Inglês c. 1250

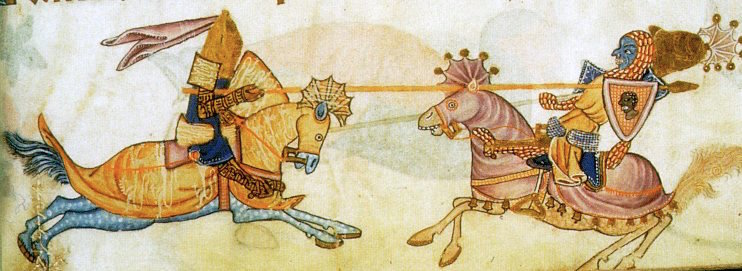
Iluminura do século XIII de um encontro imaginário entre Ricardo e Saladino

Como sempre acontece nas batalhas medievais, as perdas são difíceis de avaliar com precisão. Os cronistas cristãos afirmam que a força de Saladino perdeu 32 emires e 7 000 homens, mas é possível que o número verdadeiro tenha sido menor. Ambrósio mencionou que as tropas de Ricardo contaram vários milhares de corpos de soldados sarracenos mortos no campo de batalha após a derrota. Já Boadino registrou apenas três mortes entre os líderes do exército aiúbida: Museque, grão-emir dos curdos, Caimaz Aladeli e Liguxe. Os mortos do rei Ricardo teriam numeradas não mais do que 700. O único líder cruzado digno de nota para morrer na batalha foi Tiago I, um cavaleiro francês que Ambrósio afirmou que cortou 15 cavaleiros sarracenos antes de ser morto.
Arçufe foi uma importante vitória. O exército aiúbida não foi destruído, apesar das grandes baixas que sofreu, mas foi derrotado; isso foi considerado vergonhoso pelos muçulmanos e impulsionou o moral cruzada. Uma opinião contemporânea dizia que, se Ricardo tivesse sido capaz de escolher o momento de enviar os cavaleiros, ao invés de ter que reagir às ações de um líder de unidade insubordinado, a vitória dos cruzados poderia ter sido muito mais eficaz. Possivelmente sendo uma vitória tão completa que teria desarmado as forças de Saladino por muito tempo. Depois da derrota, Saladino conseguiu se reagrupar e tentou retomar seu método de guerra, mas com pouco efeito; abalado pelo súbito, devastador e eficaz contra-ataque cruzado, não estava disposto a arriscar um ataque em larga escala. Arçufe havia abalado a reputação de Saladino como um guerreiro invencível e provado a coragem de Ricardo como soldado e sua habilidade como comandante. Ricardo conseguiu defender e manter Jafa - passo estrategicamente crucial para garantir Jerusalém. Saladino também evacuou e demoliu a maioria das fortalezas do sul da Palestina: Ascalão, Gaza, Guarda Branco, Lida e Ramla por não poderia mantê-las. Ricardo tomou a fortaleza de Darum, a única fortaleza que Saladino tinha guarnecido, com apenas as tropas domésticas, tão baixa estava a moral sarracena. Ao privar Saladino da costa, Ricardo ameaçou Saladino em Jerusalém.
Embora a Terceira Cruzada não tenha retomado Jerusalém, uma trégua de três anos foi negociada com Saladino. A trégua, conhecida como o Tratado de Jafa, garantiu que peregrinos cristãos do oeste voltassem a visitar Jerusalém. Saladino também admitiu o controle cruzado da costa do Levante, até o sul de Jafa. Ambos os lados se exauriram na luta, Ricardo precisava voltar à Europa para proteger seu patrimônio da agressão de Filipe II e a Palestina estava em ruínas.